# 사랑의 조건 (1997년 드라마)
《사랑의 조건》은 1997년 3월 1일에 방영된 MBC 3.1절 특집 드라마이다. 한국과 일본의 두 남녀를 통해 광복 후 50년이 지났지만 해결의 실마리를 차지 못한 한 · 일 관계의 문제점과 진정한 화해의 길을 모색해 보자는 기획 의도이다.
한편, 이 드라마는 한국 여성과 일본 남자의 사랑에 대해 딸의 사연과 엄마의 사연이 교차되고, 극 중 연극으로 그린 위안부 내용 등 세 가지 이야기가 서로 엮여 있다.

## 줄거리
취재차 일본에 간 정민은 오사카의 한 공원에서 히로시라는 남자를 만나고, 서울에서 다시 만나게 되자 서로 깊은 호감을 가진다. 이후 둘의 교제를 안 정민의 어머니는 불같이 화를 내고, 정민은 필요 이상으로 과민 반응을 보이는 엄마를 이해할 수 없다.

## 등장 인물
- 신애라 : 정민 역 - 잡지사 기자
- 정준호 : 히로시 역 - 사진 작가
- 김청 : 정민의 어머니 역
- 박상규
- 반효정
- 김나운
- 윤여정 : 이금자 역 - 연극 배우